# F.D. Roosevelt Airport
F.D. Roosevelt Airport is het vliegveld op het Nederlandse eiland Sint Eustatius op de voormalige Nederlandse Antillen.
Het vliegveld ligt in een vallei in het midden van het eiland en kan alleen worden aangedaan met kleinere vliegtuigen, waaronder de Twin Otter. Winair voert dagelijks meerdere vluchten uit naar Sint Maarten.
De landingsbaan van het vliegveld is ongeveer 1300 meter lang. Het vliegveld werd bij de opening in 1946 Golden Rock Airport genoemd, maar werd later vernoemd naar Franklin Delano Roosevelt, een Amerikaanse president met Nederlandse voorouders. In 1939 bood hij het eiland een plaquette aan in erkentelijkheid voor de 'First Salute,' de eerste officiële begroeting van de vlag van de zichzelf net onafhankelijk verklaarde Verenigde Staten. Dat gebeurde op Sint Eustatius in 1776. Leden van de familie Roosevelt leefden in de 18de eeuw op Sint Eustatius en hadden bezittingen op het eiland.
In 2017 startte een ontwikkelingsprogramma voor een nieuw vliegveld mede noodzakelijk door beschadigen door de orkaan Irma in 2017. De nieuwe luchthaventerminal werd in juli 2021 operationeel.

## Verantwoordelijkheden
De Unit Luchthaven van het openbaar lichaam Sint Eustatius verhuurt gebouwen en terreinen op het luchthavengebied en is verantwoordelijk voor het efficiënt en veilig afwikkelen van het luchtvaartverkeer. Bovendien zorgt het voor de voorzieningen voor de gebruikers van het luchthavengebied. De belangrijkste opbrengsten voor de unit zijn de luchthavengelden.
De Koninklijke Marechaussee (KMar) voert de grenscontrole uit en houdt zich bezig met de toelating van vreemdelingen op Nederlands grondgebied.
De Nederlandse Douane, onderdeel van het Ministerie van Financiën, controleert de in- en uitvoer van goederen.
De Luchtvaartinspectie, onderdeel van de Inspectie Leefomgeving en Transport (ILT) van het Ministerie van Infrastructuur en Milieu, bewaakt en stimuleert de naleving van wet- en regelgeving voor veilig transport.

## Veiligheid
Zoals bij iedere luchthaven door de International Civil Aviation Organization (ICAO) vereist beschikt de luchthaven over een brandweerkorps dat gespecialiseerd is in vliegtuigbrandbestrijding (VBB) naast de reguliere brandweertaken.
Het korps beschikt over een kazerne:
- Post Sint Eustatius is de hoofdpost en heeft het hele eiland als dekkingsgebied.

De post beschikt over één crashtender en ander materiaal.
De brandweer Sint Eustatius valt onder de Brandweer Caribisch Nederland.

## Archeologische opgravingen
In de jaren 80 van de 20e eeuw en in 2021 werden er op en rond het luchthaventerrein archeologische opgravingen verricht. De site bevat de overblijfselen van een laat Saladoid-dorp, een Afrikaanse begraafplaats en een slavendorp behorend bij de voormalige plantage Golden Rock.

## Statistieken
Vanwege een beveiligingsprobleem met de MediaWiki Graph-software is het momenteel niet mogelijk deze grafiek weer te geven. Zodra de software is bijgewerkt zal de grafiek vanzelf weer zichtbaar worden.